# 行方団
行方団（なめかただん）は、7世紀から10世紀頃の日本で陸奥国に置かれた軍団の一つである。行方郡に置かれたと推定されるが、正確な位置は不明である。

## 歴史
軍団制は大宝元年（701年）の大宝令までに実施されたと推定される。国府があった多賀城址から出土した漆紙文書に「宝亀十一年九月廿□」（改行）「行方団□毅上毛野朝□」（□は判読不能な文字）などの文字が見え、この年に活動していたことが知られる。宝亀11年（780年）9月は、伊治呰麻呂の反乱で多賀城が陥落した直後である。毅は大毅か少毅であろう。上毛野氏は古代に蝦夷との戦いで活躍した関東の名族で、その一人が多賀城に勤務して10日分の食糧を請求したのがこの文書と推定される
弘仁2年（811年）までに行方団は廃止され、陸奥国の軍団は玉造団と名取団のみになった。
しかし弘仁6年（815年）8月に行方団など4団が設置され、陸奥国ではそれより6団6000人が6交代制で常時1000人の兵力を駐屯地に維持することになった。行方団の兵士は、白河団・安積団とともに3軍団で常時500人を多賀城の国府に駐屯させたようである。この時の定員は、標準的な各団1000人であろう。
後に陸奥国には磐城団が増設されて7団7000人となり、承和10年（843年）に1000人を増員して7軍団に割りふった。行方団の増員後の兵力は不明だが、引き続き多賀城の守備にあたった。
10世紀に編まれた延喜式にも陸奥国に7団を置くことが規定されており、行方団を含め陸奥国の軍団の構成は変わらなかったと考えられる。廃止時期は不明だが、この頃には軍団は形骸化していた。